# Ghetto di Kutno
Il Ghetto di Kutno (Kutno, Polonia) è stato uno dei principali ghetti nazisti istituiti nella seconda guerra mondiale nei territori della Polonia occidentale annessi alla Germania nazista. Istituito nel giugno 1940, servì come luogo di raccolta per oltre 7.000 ebrei residenti nella città e nei villaggi vicini. I suoi abitanti furono deportati e uccisi nel vicino campo di sterminio di Chełmno nel marzo 1942.

## Storia
Alla vigilia della seconda guerra mondiale Kutno, 50 km a nord di Lodz, era un importante nodo ferroviario e uno dei luoghi storici della presenza ebraica in Polonia fin dal XV secolo, con la sua sinagoga che risaliva al 1766.

### Occupazione tedesca

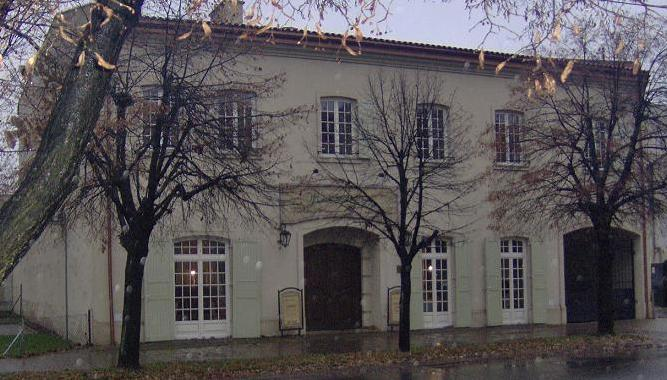
La sede della comunità ebraica di Kutno. L'edificio costruito nel 1924, fu espropriato dalle autorità nazista. Oggi è un ristorante.

I tedeschi entrarono a Kutno il 16 settembre 1939. L'intera regione fu annessa al Terzo Reich come parte del Reichsgau Wartheland. La popolazione ebraica fu immediatamente soggetta a misure persecutorie: arresti, uccisioni, confische di beni. Già il 19 settembre gruppi di uomini ebrei furono arrestati e inviati nei campi di lavoro forzato a Piatek e un gruppo di settanta di loro in un campo di prigionia a Leczyca. L'antica sinagoga ebraica fu devastata.
Il 26 ottobre 1939 fu insediata la nuova amministrazione civile della città e il 3 novembre 1939 fu richiesta l'istituzione del Consiglio ebraico (Judenrat) con a capo Alexander Falc. Per prima cosa fu ordinato al Judenrat di offrire un dettagliato censimento degli ebrei e delle loro proprietà, al fine di facilitare la confisca dei loro beni. Nel dicembre fu stabilito l'obbligo del lavoro coatto per tutti gli uomini tra i 14 e i 60 anni, nel gennaio 1940 il provvedimento fu esteso anche alle donne tra i 18 e i 25 anni.
All'inizio la maggior preoccupazione del Judenrat fu l'assistenza ai rifugiati che sempre più numerosi arrivavamo da altre città della Polonia. A causa dell'influsso dei rifugiati, nel dicembre 1939, 7.709 ebrei risultavano ora abitare a Kutno, su una popolazione totale di 27.761 persone. Nel gennaio 1940 si contavano già 1.315 rifugiati, divenuti poi nel corso dell'inverno e della primavera 1.700-1.800, provenienti in massima parte dal nord della Polonia, ma anche da città lontane come Grodno, Szweciany e Lwów. Al tempo stesso i tedeschi facevano affluire in città gli ebrei dai villaggi vicini; 150 di loro giunsero da Dąbrowice agli inizi di giugno 1940.
In città intanto si moltiplicavano gli sfratti e cresceva tra gli ebrei il numero dei senzatetto.

### Istituzione del ghetto
Il 15 giugno 1940, il sindaco, Wilfried Schurmann, ordinò l'istituzione del ghetto. Agli ebrei furono date solo 24 ore per trasferirvisi. Nonostante le assicurazioni ricevute dalle autorità, solo un numero limitato di carri fu messo loro a disposizione e la maggior parte degli ebrei poterono portare nel ghetto solo le poche cose che furono in grado di trasportare sulle proprie spalle.
Nel ghetto furono richiusi non solo gli ebrei di Kutno, ma anche tutti i rifugiati e quelli provenienti  dai villaggi circostanti, per un totale 7.000-8.000 persone.
Di quel giorno (16 giugno), in cui ai polacchi fu proibito uscire di casa mentre per le strade deserte migliaia gli ebrei si dovevano recare a piedi al ghetto trasportando le loro cose, restano una serie di 83 fotografie scattate da Wilhelm Hansen, un soldato della Wehrmacht, le quali documentano il cammino, l'arrivo e la sistemazione al ghetto delle migliaia di persone che vi giunsero. Queste foto (di cui qui si offre una selezione) sono tra i più importanti documenti sulla storia dell'Olocausto in Polonia:

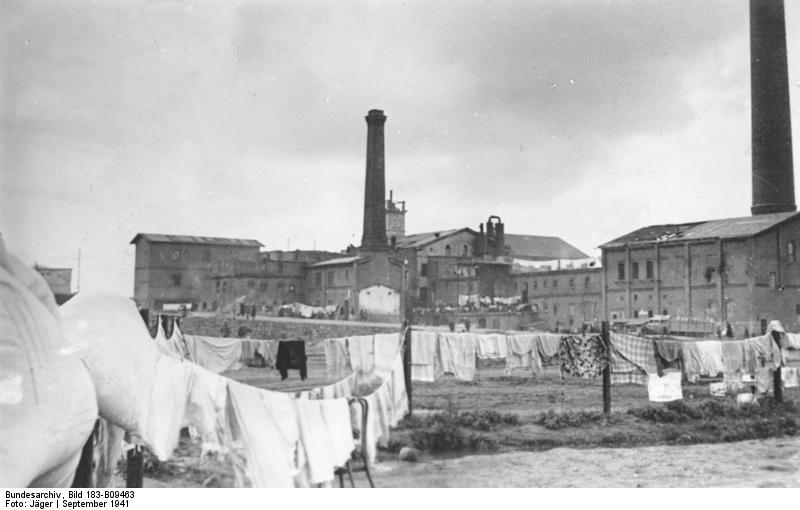
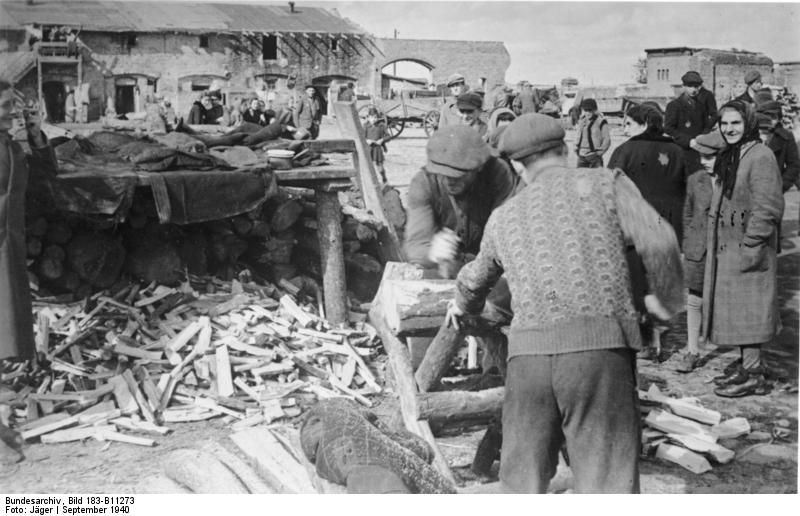
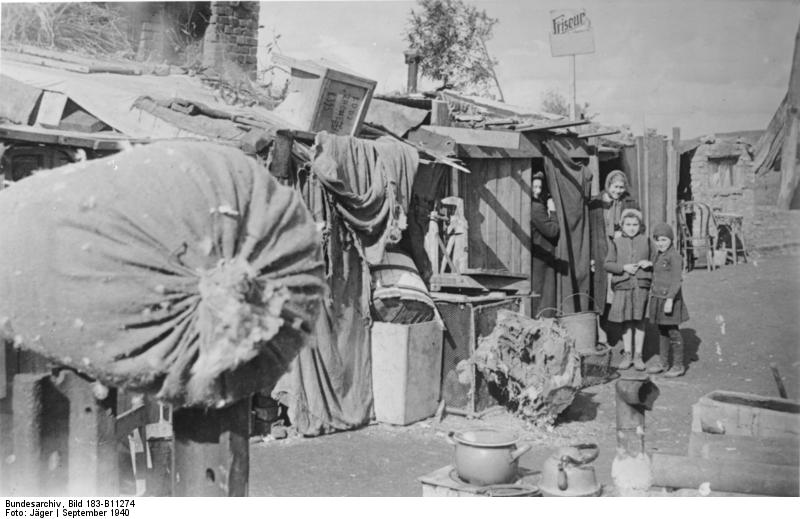
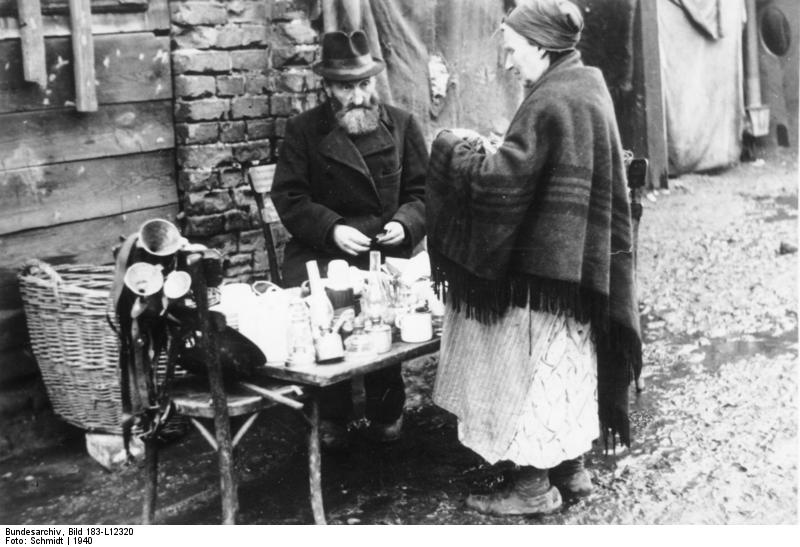
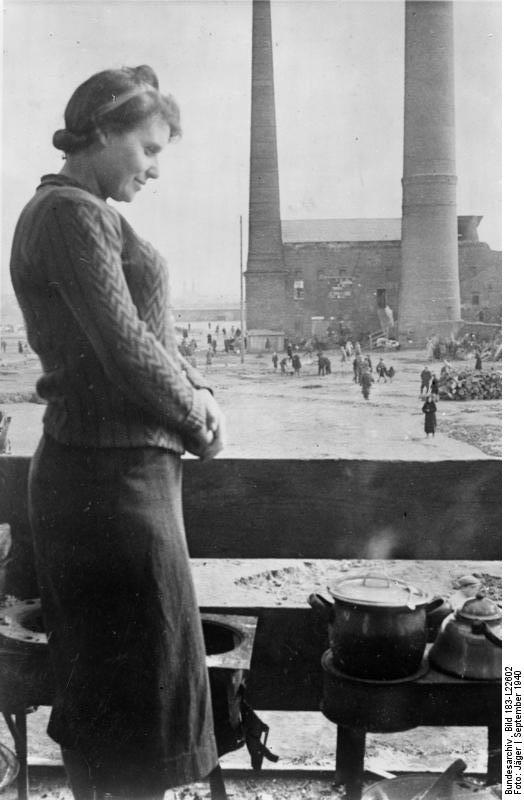
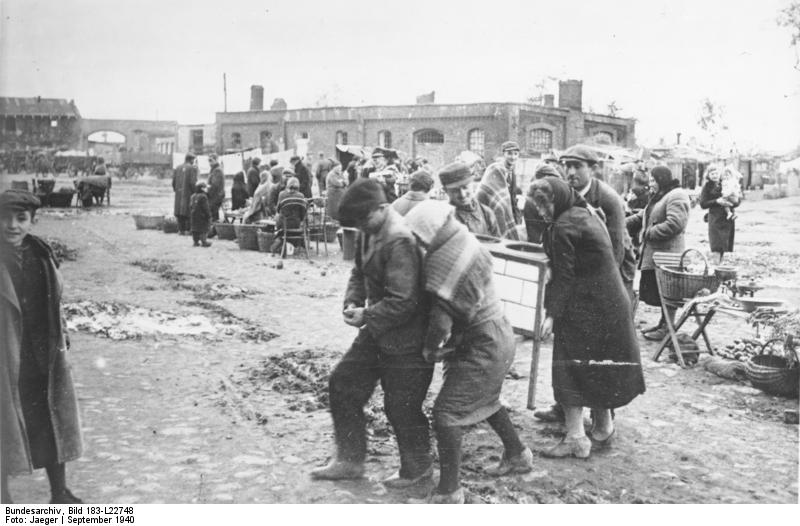
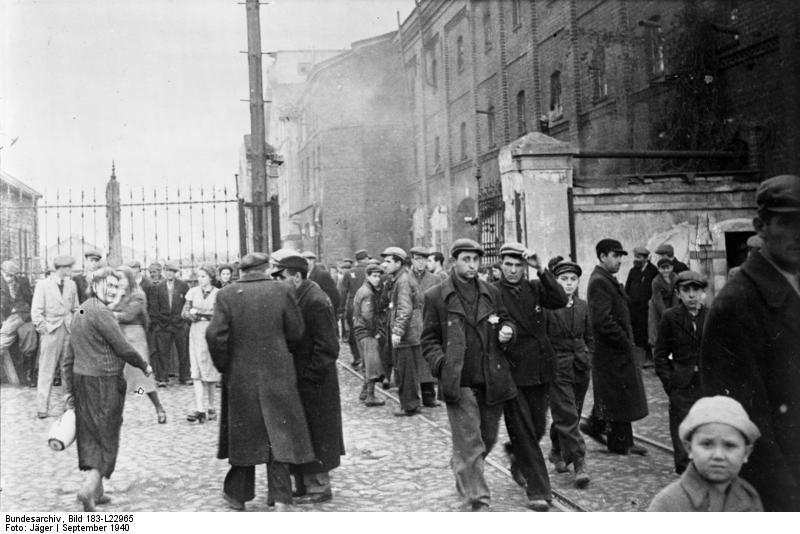
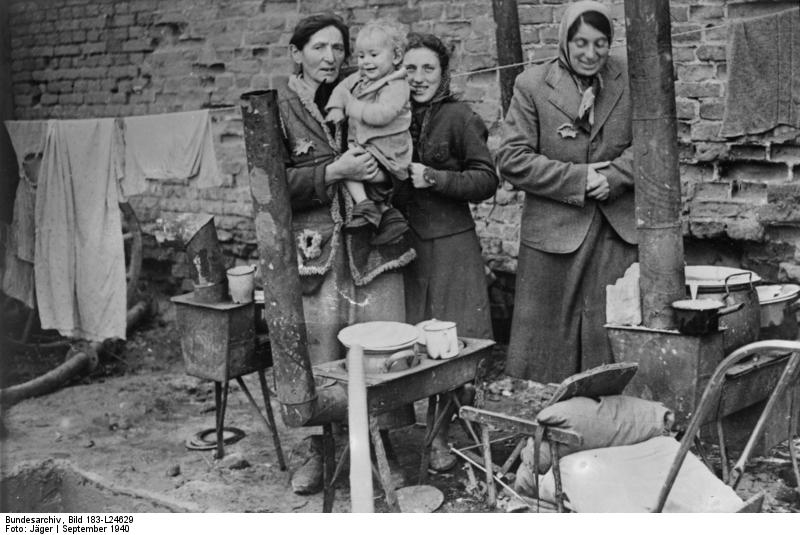
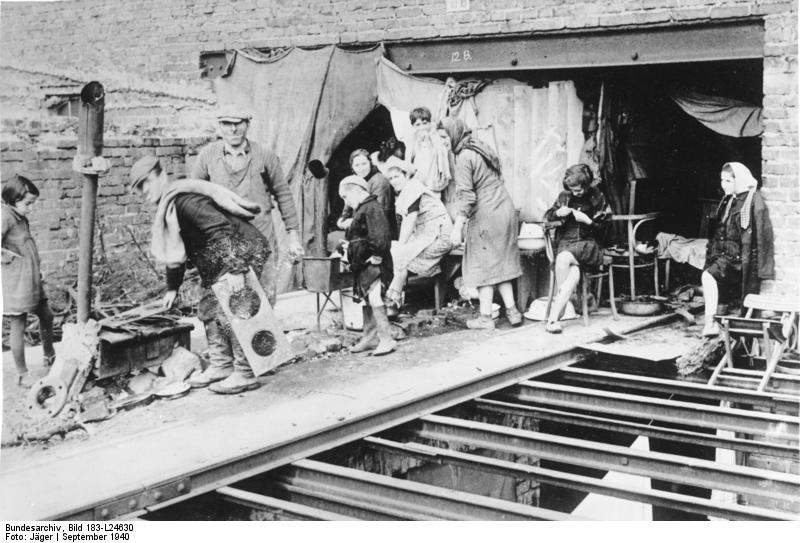
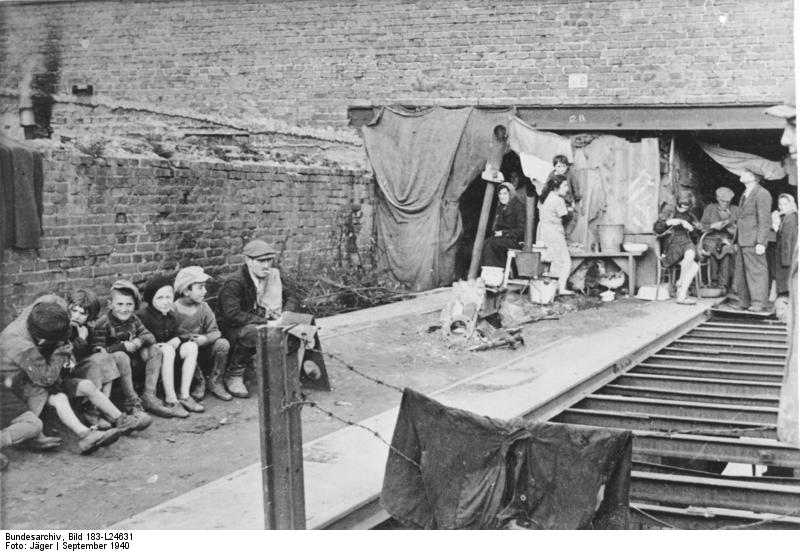
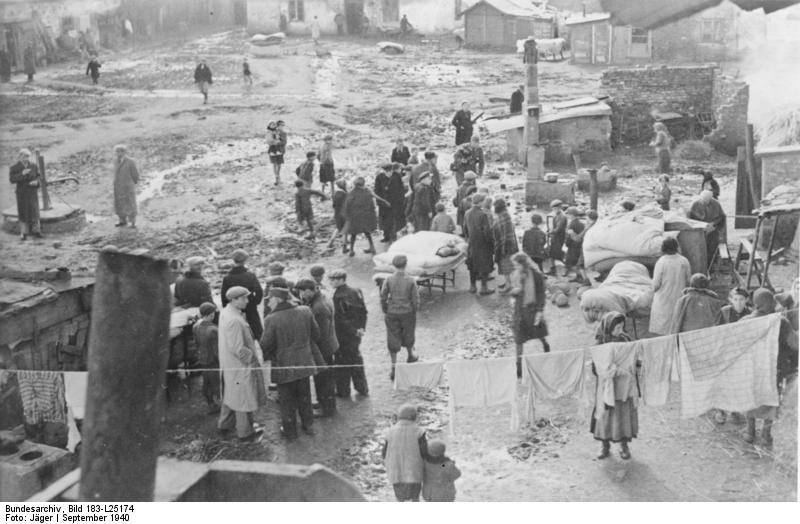
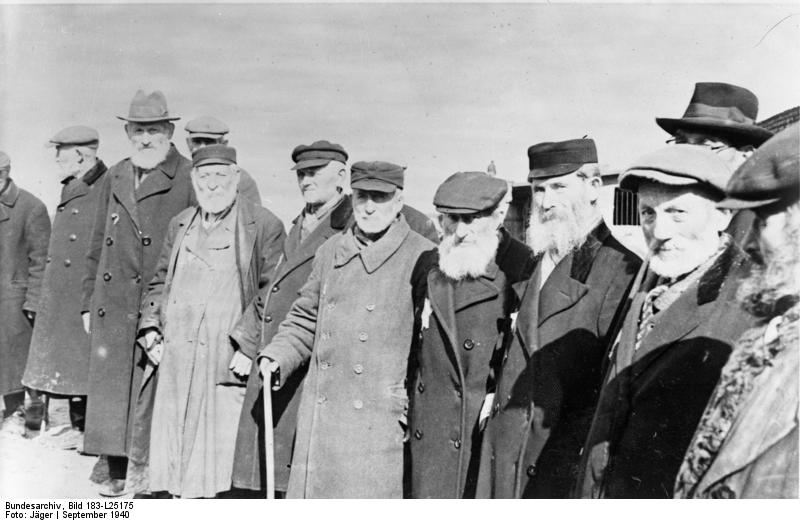

### Le condizioni abitative
Dal punto di vista abitativo e delle condizioni di vita quello di Kutno fu uno dei peggiori tra i ghetti nazisti istituiti nella Polonia occupata.
Il territorio del ghetto distava circa 3 chilometri dal centro cittadino, ed era situato nella proprietà di una ex fabbrica di zucchero chiamata "Konstancja". Si trattava di un'area di soli 5 acri, da tempo abbandonata ed  adibita a discarica industriale. Comprendeva solo cinque grandi edifici in muratura degni di questo nome. L'area fra l'altra aveva sofferto gravi danni nel corso di bombardamenti. Due edifici furono assegnati al Judenrat e alle loro famiglie. Un terzo era occupato dalla polizia ebraica del ghetto che aveva il compito di mantenere l'ordine interno al servizio dello Judenrat. Vi trovarono spazio anche l'ufficio postale e un piccolo ospedale, che consisteva in una stanza per il medico e quattro stanze per i pazienti.
Tutti gli altri residenti furono costretti a trovare un rifugio precario dove potevano, in una ex locanda, nelle stalle per cavalli e mucche, nei capannoni, negli scantinati. Molti dovettero adattarsi all'aperto in baracche primitive fatte di tende, legno, fango e lamiere, usando i detriti trovati sul posto.
Le drammatiche condizioni abitative all'interno del ghetto di Kutno sono documentate da una serie di eccezionali fotografie a colori scattate nell'ottobre 1940 da Hugo Jaeger, "il fotografo di Hitler", autore di numerosi reportage di propaganda durante la guerra.
Il ghetto era isolato dal resto della città da un muro di mattoni, circondato da filo spinato e torri di guardia. A sorvegliarne i confini erano membri della polizia tedesca sotto il comando di Oberleutant Kurt Weissenborn.

### Le condizioni di vita

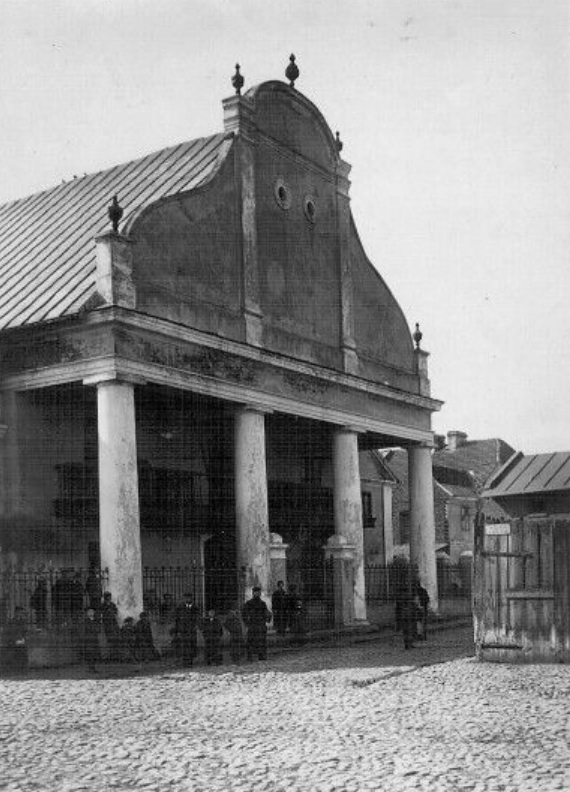
L'antica sinagoga di Kutno, devastata e quindi demolita durante l'occupazione nazista

Niente fu fatto dalle autorità naziste per migliorare le condizioni di vita del ghetto.
I servizi igienico-sanitari e il sovraffollamento erano tragici. Non c'erano acqua corrente, né fognature. A migliaia si doveva fare la fila ogni giorno per usare la sola presa d'acqua azionata da una pompa a mano. Lo stesso dicasi per l'uso delle tre pubbliche latrine a cielo aperto.
Anche la situazione alimentare divenne presto disperata. Il Judenrat, presieduto ora di Bernard Holcman, aprì una mensa per i detenuti più poveri del ghetto e riuscì a organizzare consegne dalle fattorie di Chruscinek nel Gemeinde Strzelce e da un caseificio di Kutno. Il cibo veniva distribuito tre volte al giorno - colazione, pranzo e cena, nell'edificio del Judenrat. Vi erano anche consegne occasionali di aiuti dall'American Jewish Joint Distribution Committee (AJDC). Si riuscì ad ottenere il permesso di tenere sette mucche nel ghetto, che fornivano latte per i bambini e i malati. Nonostante questi sforzi, le forniture alimentari rimanevano insufficienti e le persone soffrirono di grave malnutrizione. Solo attraverso il mercato nero e il contrabbando si riusciva a sopperire in qualche modo alla necessità alimentari della popolazione del ghetto.
Nonostante le dure condizioni di vita, si cercò di ristabilire una certa apparenza di normalità nella vita all'interno del ghetto. Si organizzarono eventi culturali, compresi spettacoli teatrali e conferenze letterarie. Si progettarono anche corsi scolastici per i bambini e l'istituzione di una scuola e di un orfanotrofio. Ogni progetto dovette essere ridimensionato tuttavia quando nell'ottobre 1940 furono riportati i primi casi di tifo, diffusi dai pidocchi. La situazione si aggravò rapidamente anche per il rifiuto da parte delle autorità tedesche di fornire assistenza e medicinali per i malati e carburante per il riscaldamento degli edifici. Tra il dicembre 1940 e il marzo 1941, 663 ebrei morirono nel ghetti di malattia, fame e freddo, alcuni si suicidarono.
Un imprecisato numero di ebrei fu deportato a Poznan nei primi mesi del 1941. Il declino nel numero della popolazione, in conseguenza dei decessi e dei trasferimenti, è già evidente nel censimento che i tedeschi condussero nel luglio del 1941. L'originale del documento è ora custodito nell'Istituto storico ebraico di Varsavia. Secondo questo "Elenco di Abitanti" c'erano all'epoca 6604 individui con più di 1000 cognomi. Per la maggioranza si trattava di residenti a Kutno (5.239), mentre 1.365 erano i rifugiati, originari di oltre 100 altre città e villaggi della zona.
L'inverno 1941-42 fu un altro periodo di grande difficoltà. La situazione sanitaria rimaneva drammatica. Il 21 marzo 1942, il capo dell'amministrazione civile di Inowroclaw inviò una lettera al capo del dipartimento sanitario per il Reichsgau Wartheland, affermando che 1.369 persone erano state infettate dal tifo e 313 erano già morte nel ghetto di Kutno. Ormai si diffondeva tra gli abitanti del ghetto la consapevolezza che la loro sorte fosse segnata.

### La liquidazione del ghetto
La liquidazione del ghetto iniziò il 19 marzo 1942, i tedeschi come prima misura uccisero tutti gli anziani e le persone malate che si trovavano nel ghetto, il resto, che contava circa 6.000 persone furono poi selezionati in ordine alfabetico per essere deportati in camion o in treno merci da Kutno alla stazione ferroviaria di Kolo. Dalla stazione di Kolo gli ebrei furono trasferiti con ferrovia a scartamento ridotto al campo di sterminio di Chelmno dove furono assassinati in furgoni a gas, per quell'ultimo viaggio agli ebrei di Kutno non fu permesso di prendere alcun bagaglio e dovettero pagare tra 12 e 20 marchi ciascuno per il viaggio.
Al termine delle operazioni di deportazione, anche i membri del Judenrat e della polizia ebraica furono uccisi appena fuori dall'area del ghetto nel cimitero ebraico. Trenta ebrei dal ghetto di Lodz furono inviati a Kutno, come un cosiddetto "Aufraumungstrupp" (distacco di pulizia) a cui era stato assegnato l'ordinamento dei possedimenti degli ebrei deportati. Ogni traccia della presenza ebraica a Kutno fu cancellata. Anche l'edificio della sinagoga fu completamente demolito.
Quando 19 gennaio 1945 la città fu liberata dall'Armata Rossa, non v'erano ebrei in città. Dell'intera comunità di Kutno si conoscono i nomi di soli 213 sopravvissuti.

## La memoria

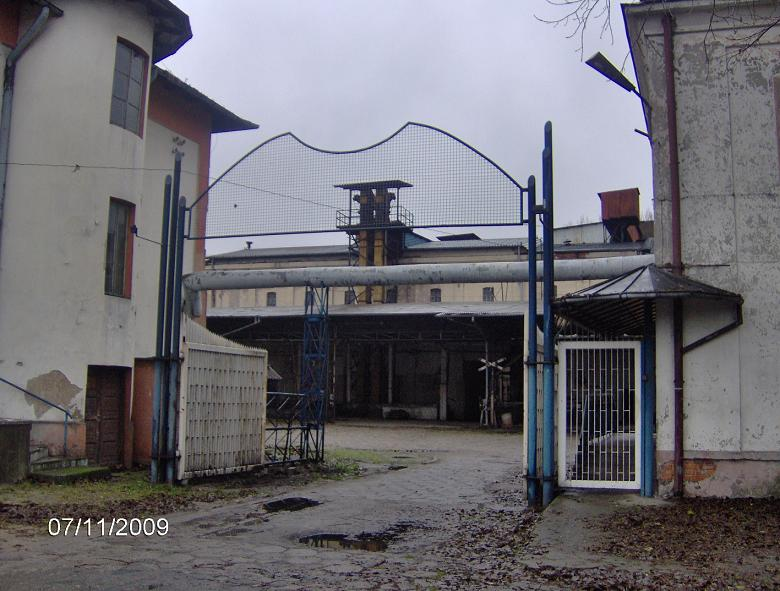
Ingresso all'ex-ghetto ebraico, oggi

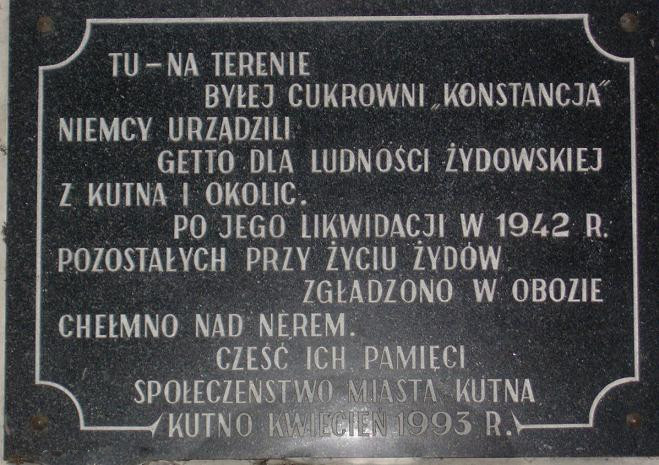
Iscrizione in ricordo del ghetto

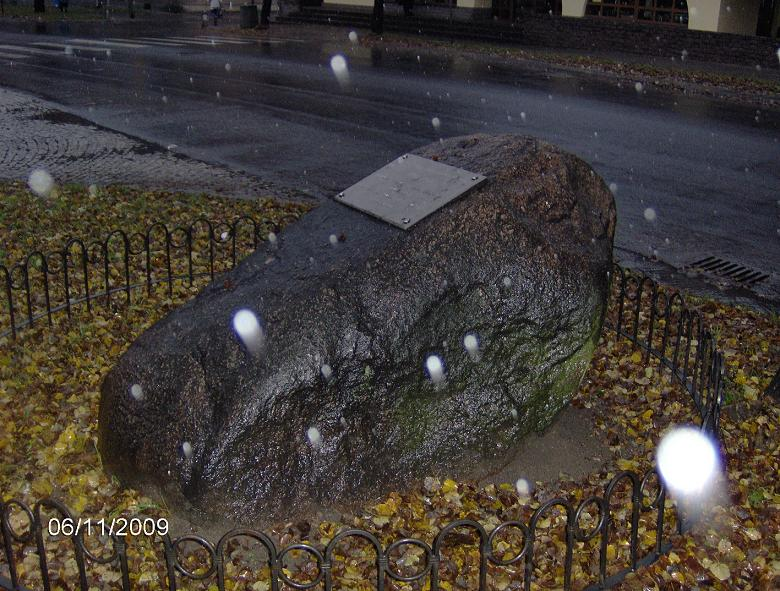
Il memoriale della sinagoga

Quasi nulla oggi rimane della Kutno ebraica, se non pochi artefatti conservati al Museo municipale della città.
Dopo la guerra, alcuni ebrei prelevarono delle ceneri da Chelmno e le seppellirono nel cimitero. Fu eretto un monumento a forma di stella di David e inscritto in polacco ed ebraico alle vittime della Shoah. Era una piastra di metallo stilizzata e recava la seguente iscrizione: "Alla memoria eterna delle vittime ebree del terrore nazista che giacciono in una tomba comune." Il monumento fu distrutto poco dopo da "autori ignoti". L'ultima sepoltura ebraica nel cimitero risale al 1948.
Passò un lungo periodo di silenzio fino agli inizi degli anni novanta con la caduta del regime comunista.
Gli edifici del ghetto sono ancora visibili, riutilizzati come fabbrica nel dopoguerra. All'ingresso ci sono oggi dei cartelli che ricordano (in polacco e inglese) che questo era il luogo del ghetto: "Questo è il luogo dell'ex-fabbrica di zucchero Konstancja. I tedeschi vi stabilirono un ghetto per la popolazione ebraica della città e dei dintorni. Dopo la sua liquidazione nel 1942, i residenti perirono nel campo di Chelmno. In onore della loro memoria, gli abitanti di Kutno, aprile 1993". Altri monumenti furono posti, sempre nel 1993, nel luogo dove si trovava l'antica sinagoga e nell'area dell'antico cimitero ebraico.
Un resoconto delle condizioni di vita all'interno del ghetto di Kutno fu pubblicato nel 1995, sulla base delle memorie scritte negli anni settanta da Abram Korn, che vi trascorse un breve periodo nei suoi trasferimenti da un campo di lavoro all'altro.